# Cololejeunea manaosensis
Cololejeunea manaosensis là một loài Rêu trong họ Lejeuneaceae. Loài này được (Herzog) O. Yano mô tả khoa học đầu tiên năm 1984.